# Chrysops dimidiatus
Chrysops dimidiatus är en tvåvingeart som beskrevs av Wulp 1885. Chrysops dimidiatus ingår i släktet Chrysops och familjen bromsar. Inga underarter finns listade i Catalogue of Life.